# یزرو، دسپوتوواتس
یزرو (صربی: Jezero}} یک منطقهٔ مسکونی در صربستان است که در Despotovac واقع شده‌است.